# Констриктор (узел)
Констри́ктор (от англ. Constrictor Knot) — связывающий и крепёжный узел для постоянного крепления. В основе узла «констриктор» — штык, после снятия с опоры узел распадается. Может быть использован в качестве постоянной марки на конце троса.
Является одним из самых сильно затягивающихся узлов. Хорошо затягивается, если завязан на округлых удлинённых предметах без острых рёбер. После затягивания ходовой и коренной концы верёвки направлены перпендикулярно к оси предмета, к которому крепят верёвку. При удалении предмета из узла, вокруг которого завязан, узел распускается при растягивании ходового и коренного концов верёвки. Поэтому может быть завязан без продевания конца верёвки в петли.
Поскольку узел трудно развязать, его завязывают, как правило, лишь один раз, а при необходимости освобождения предмета, разрезают. Узел применяют при резке тросов. Слева и справа от места разреза завязывают пару констрикторов вокруг троса, предотвращая этим распад троса по отдельным прядям в месте резки и разрезают трос между узлами.
Также существует ещё более прочный узел, называемый «двойным констриктором».

## Способ завязывания
Существуют три способа завязывания узла «констриктор»:
- Концом верёвки на опоре
- Серединой верёвки на опоре
- Сделанный без опоры, и накинутый на опору для закрепления, как концом верёвки, так и серединой

Концом верёвки на опоре
- 1. Сделать один полуштык ходовым концом верёвки.
2. Сделать другой полуштык по другую сторону от коренного конца.
3. Вытянуть ходовой конец из середины узла.
4. Затянуть — способ, когда нет возможности накинуть готовый узел поверх опоры.

С петлёй
- Способ завязывания более практичного варианта узла с петлёй для лёгкого развязывания после использования

Серединой верёвки на опоре
- 1. Сделать колышку и накинуть на опору.
- 2. Пропустить верх колышки под концы и накинуть на опору.
- 3. Потянув за концы в противоположные стороны, затянуть.

Без опоры, на руках
- 1. Выложить верёвкой Z на столе.
- 2. Переплести петли перпендикулярно концам.
- 3. Держа за середину пересечения петель, поднять и сложить петли.
- 4. Накинуть петли на опору; затянуть.

## Признаки
Плюсы
- Плотно затягивается
- Надёжнее, чем выбленочный узел или глухая петля[9]

Минусы
- Трудно развязывать[6]

## Применение
В быту
- Американские взрывотехники (1944) перевязывали мешочки с динамитом и фитилём у горловины[10]
- Используют как хомут на конце садового шланга и поливочного крана[11]
- В качестве марки при изготовлении огона[12], узел «констриктор» — самый крепкий, в сравнении с прямым или питоновым узлами для маркирования[13]; или схватки[14], ещё более лучший способ маркирования прядных тросов из растительных материалов — двойным констриктором[15]
- Крепление рамы при изготовлении воздушного змея[16]
- Создание верёвочного ограждения или верёвочной лестницы[6]
- Когда конец верёвки сложен петлёй и вставлен в узел на завершающем этапе завязывания, такой узел лучше подходит для перевязывания горловины мешка для лёгкого развязывания[17]
- Как наручники в фокусе[18] о волшебном высвобождении (см. также «пьяный» и «кандальный» узлы)